# M'Bassidjé Eddo François
 (septembre 2019).
Si vous disposez d'ouvrages ou d'articles de référence ou si vous connaissez des sites web de qualité traitant du thème abordé ici, merci de compléter l'article en donnant les références utiles à sa vérifiabilité et en les liant à la section « Notes et références ».
M'Bassidjé Eddo François fut le roi des Abés, en Côte d'Ivoire de 1944 à 1971. Il est né à Grand-Yapo en 1895 et mort à Agboville en 1971. Il régna pendant vingt sept ans, en ayant auparavant assumé l'intérim du pouvoir lors de l'indisponibilité de son prédécesseur durant quatre ans en tant que premier des notables.